# Quân hàm Belarus

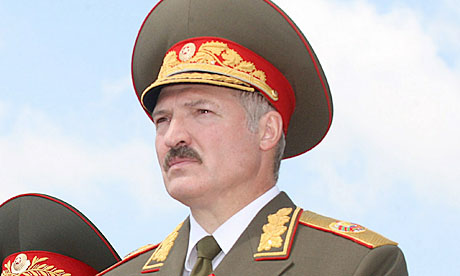
Tổng thống Belarus Aliaksandr Ryhoravič Lukašenka trong bộ quân phục với cấp hiệu Tổng tư lệnh. Năm 2001.

Quân hàm Belarus là hệ thống cấp bậc quân sự được sử dụng bởi Lực lượng vũ trang Belarus.
Hệ thống quân hàm của Cộng hòa Belarus được thành lập ngày 5 tháng 11 năm 1992 theo Sắc lệnh số 1914-XII ED. Là một thành viên cũ của Liên Xô, Belarus có chung cấu trúc cấp bậc tương tự như của Nga. Belarus là một quốc gia không giáp biển, và do đó không sở hữu hải quân; tuy vậy vẫn tồn tại một hệ thống danh xưng cấp bậc tương tự trong hải quân dành riêng cho thủy quân trong lực lượng biên phòng đường sông.
Tổng thống Belarus là nguyên thủ quốc gia Belarus, vì vậy trong quân sự, nắm giữ cấp bậc Tổng tư lệnh các lực lượng vũ trang Belarus.

## Sĩ quan
Dưới đây là hệ thống cấp hiệu cho các sĩ quan trong các quân chủng Lục quân và Phòng không - Không quân. 
Bản mẫu:Ranks and Insignia of Non NATO Armies/OF/BelarusBản mẫu:Ranks and Insignia of Non NATO Air Forces/OF/Belarus
| Lực lượng | Cấp Soái | Cấp Soái | Cấp Tướng | Cấp Tướng | Cấp Tướng | Cấp Tướng | Cấp Tướng | Cấp Tướng | Cấp Tướng | Cấp Tướng | Cấp Tá | Cấp Tá | Cấp Tá | Cấp Tá | Cấp Tá | Cấp Tá | Cấp Úy | Cấp Úy | Cấp Úy | Cấp Úy | Cấp Úy | Cấp Úy | Cấp Úy | Cấp Úy | Học viên sĩ quan | Học viên sĩ quan | Học viên sĩ quan | Học viên sĩ quan | Học viên sĩ quan | Học viên sĩ quan | Học viên sĩ quan | Học viên sĩ quan | Học viên sĩ quan | Học viên sĩ quan | Học viên sĩ quan | Học viên sĩ quan |
| Lực lượng | Cấp Soái | Cấp Soái | Cấp Tướng | Cấp Tướng | Cấp Tướng | Cấp Tướng | Cấp Tướng | Cấp Tướng | Cấp Tướng | Cấp Tướng | Cấp Tá | Cấp Tá | Cấp Tá | Cấp Tá | Cấp Tá | Cấp Tá | Cấp Úy | Cấp Úy | Cấp Úy | Cấp Úy | Cấp Úy | Cấp Úy | Cấp Úy | Cấp Úy | Học viên sĩ quan | Học viên sĩ quan | Học viên sĩ quan | Học viên sĩ quan | Học viên sĩ quan | Học viên sĩ quan | Học viên sĩ quan | Học viên sĩ quan | Học viên sĩ quan | Học viên sĩ quan | Học viên sĩ quan | Học viên sĩ quan |
| --------- | -------- | -------- | --------- | --------- | --------- | --------- | --------- | --------- | --------- | --------- | ------ | ------ | ------ | ------ | ------ | ------ | ------ | ------ | ------ | ------ | ------ | ------ | ------ | ------ | ---------------- | ---------------- | ---------------- | ---------------- | ---------------- | ---------------- | ---------------- | ---------------- | ---------------- | ---------------- | ---------------- | ---------------- |

## Hạ sĩ quan
Dưới đây là hệ thống cấp hiệu cho hạ sĩ quan và binh sĩ trong lực lượng vũ trang Belarus